# ナツダイダイン
ナツダイダイン（natsudaidain）は、O-メチル化フラボノールの一種である。ミカン科ミカン属植物から単離された。